# Jägerrücken
De Jägerrücken is een bergrug in de Lechtaler Alpen in het Oostenrijkse Tirol, waarvan het hoogste punt op 2647 meter ligt.
De bergrug is gelegen in de Freispitzgroep en loopt vanaf de Freispitze (2884 meter) in oostelijke richting. De bergrug wordt vaak meegenomen in de beklimming van deze hoogste top van de Freispitzgroep.